# Ciclopentanolo deidrogenasi
La ciclopentanolo deidrogenasi è un enzima appartenente alla classe delle ossidoreduttasi, che catalizza la seguente reazione:
ciclopentanolo + NAD+ ⇄ ciclopentanone + NADH + H+
L'enzima può utilizzare anche il metilcicloesanolo ed il cicloesanolo come substrati.